# ITP Aero
ITP Aero (Industria de Turbo Propulsores) es una empresa española líder global en motores y componentes aeronáuticos. La compañía fue fundada en 1989 y está presente en España, Gran Bretaña, Malta, los Estados Unidos, la India y México. 
ITP Aero participa en los principales programas de motores aeronáuticos del mundo de aviación comercial y de defensa, interviniendo en todas las fases del ciclo de vida del producto, desde la fase de diseño hasta el soporte en servicio y mantenimiento.
En aviación comercial, es proveedor de primer nivel (Tier 1) de los principales fabricantes de motores de avión, como Rolls-Royce, Pratt & Whitney, Honeywell, GE-Aviation y es responsable del diseño, desarrollo, producción y montaje de subsistemas de motor y componentes. 
En el área de defensa, es responsable de la fabricación del motor completo (Original Equipment Manufacturer, OEM), participando en los principales consorcios europeos en el diseño, desarrollo, producción, certificación, soporte en servicio y mantenimientos de los motores EJ200, TP400 y MTR390-E.
Además, la compañía ofrece soluciones de mantenimiento MRO (maintenance, repair and overhaul), gestión de flota, ingeniería, soluciones de la cadena de suministro y atención al cliente.

## Historia

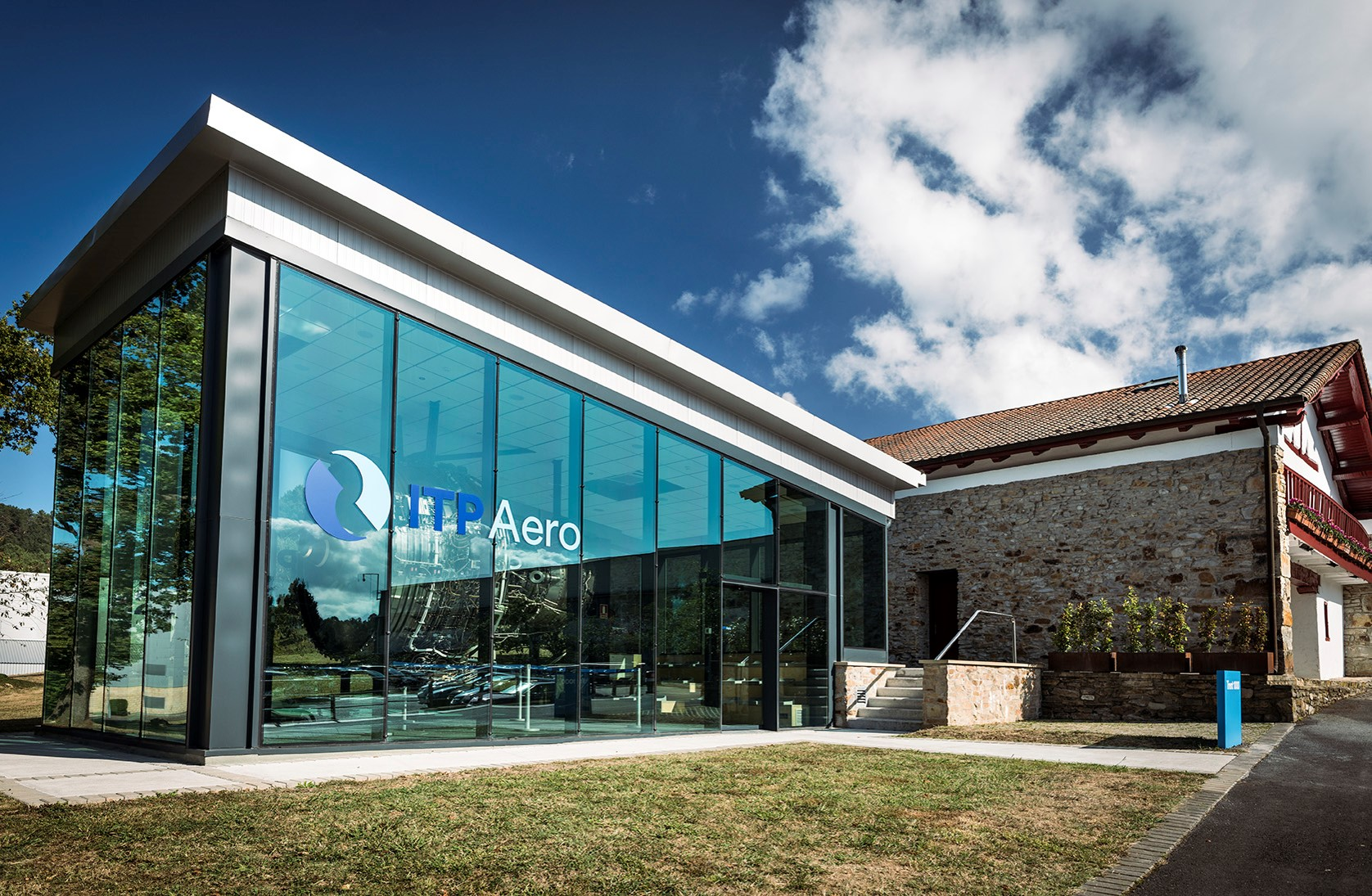
ITP Aero Zamudio

1989: Creación de ITP Aero, con el apoyo de Rolls-Royce y SENER para el desarrollo del motor EJ200 del Eurofighter Typhoon.
1990: Adquisición a CASA (actual Airbus) de la planta de mantenimiento de motores en Ajalvir, Madrid.
1991: Inauguración de la planta de fabricación de componentes de motor de Zamudio, Vizcaya.
1992: Primer contrato con Rolls-Royce: motores Trent 700 y Trent 800, para los aviones Airbus A330 y Boeing 777.
1998: Inicio de la expansión internacional con la inauguración de la planta en Querétaro, México.
2001: Creación del área de negocio de fundidos (castings).
2003: Firma del contrato del motor TP400 para el avión de transporte militar A400M.
2008: Nuevos centros en Wheststone y Lincoln, Reino Unido - heredero del legado de Sir Frank Whittle, creador del motor de aviación moderno; Malta y Arizona, Estados Unidos.
2012: Entrada en el mercado de motores de aviones regionales y de pasillo único: acuerdo con Pratt & Whitney para el motor PW1000G.

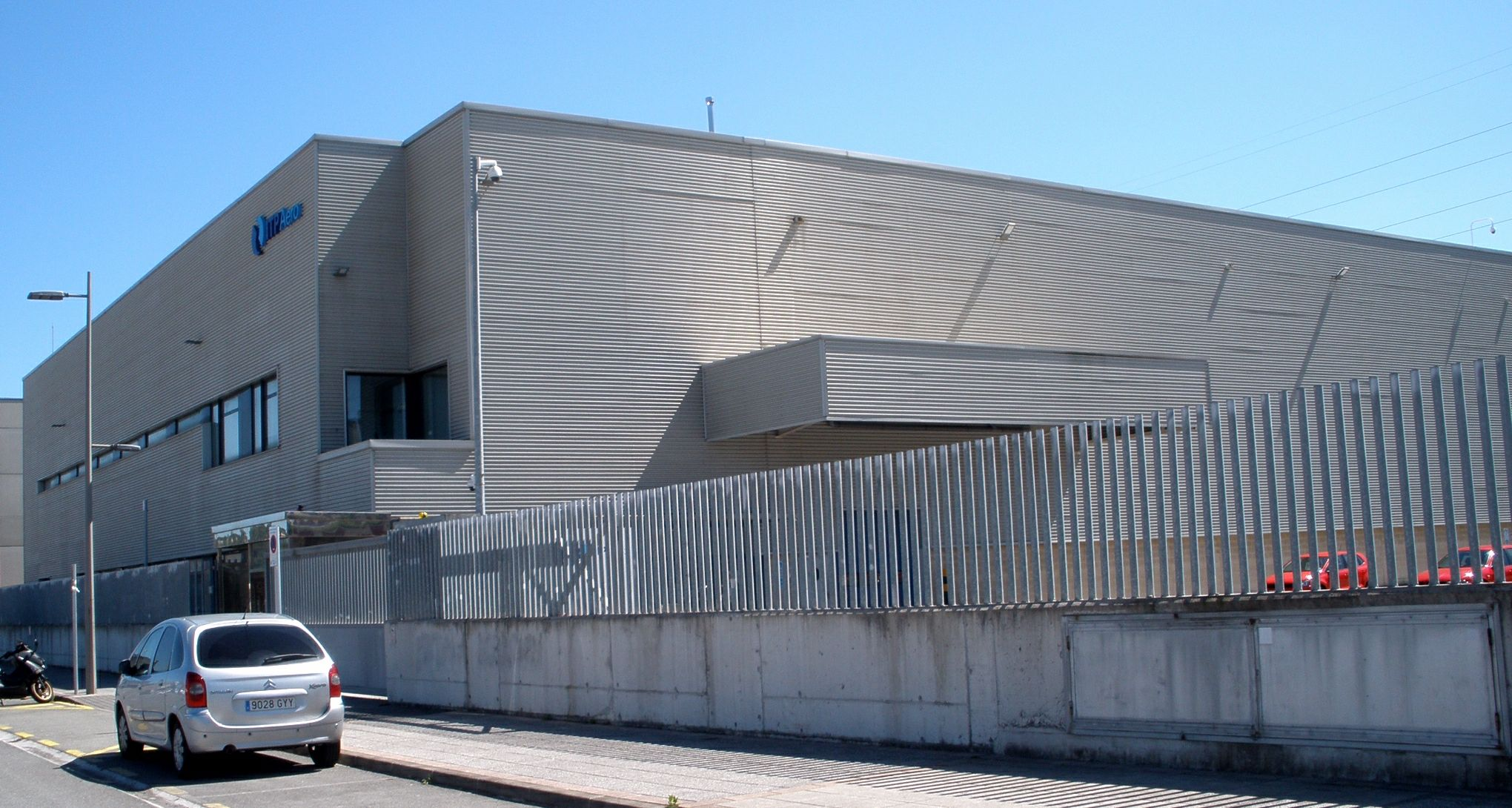
Planta de producción de ITP Aero en Sestao (Vizcaya)

2013: Creación de la división de negocio Externals.
2017: ITP Aero, una entidad corporativa del Grupo Rolls-Royce tras la compra de la participación de Sener.
2019: Indra intenta comprar ITP Aero pero las negociaciones no llegan a buen puerto.
2021: Bain Capital y JB Capital compran ITP Aero por 1.700 millones de euros.
2022: El 15 de septiembre se anuncia el cierre de la venta de la compañía, pasando a ser una compañía independiente.

## Accionistas
La lista de los principales accionistas, a julio de 2023, es la siguiente:
| Accionistas       | Derechos de voto | Propietario    |
| ----------------- | ---------------- | -------------- |
| Bain Capital      | 69,5 %           |                |
| JB Capital        | 10 %             |                |
| Indra Sistemas    | 9,5 %            | SEPI (25,16 %) |
| Finkatuz          | 6 %              | Gobierno Vasco |
| Bandera de España | 5 %              |                |

## Motores
ITP Aero es socio a riesgo y beneficio (Risk and Revenue Sharing Partner, RRSP) en los siguientes programas de motor:
- Trent 7000
- Trent XWB
- Trent 1000
- Trent 900
- PW1000G
- PW800
- LMS100
- LM2500

Como OEM, ITP Aero participa en los principales consorcios europeos de motores en el área de defensa.
- EJ200
- TP400
- MTR390-E